# 8460 Imainamahoe
A 8460 Imainamahoe (ideiglenes jelöléssel (8460) 1981 EP19) a Naprendszer kisbolygóövében található aszteroida. Schelte J. Bus fedezte fel 1981. március 2-án.